# Quercus glaucoides
Quercus glaucoides — вид рослин з родини букових (Fagaceae), поширений у Мексиці.

## Опис
Це вічнозелене дерево заввишки від 1 до 10 метрів; стовбур від 25 до 40 см у діаметрі. Кора луската, темно-сіра. Гілочки жовтувато-сірі з численними світло-коричневими сочевичками. Листки зворотно-яйцюваті, еліптичні, від довгастих до зворотно-ланцетних, 4–11 × 2–6 см; верхівка округла, іноді гостра або виїмчаста; основа кругла до серцеподібної, іноді трохи коса; край потовщений, плоский або віддалено загнутий, цілий або зубчастий; верх синьо-зелений, злегка блискучий, голий або на основі рідко запушений; низ жовтувато-зелений, запушення як зверху; ніжка листка часто темно-червонувата, ± гола, 2–7 мм. Цвітіння: квітень — травень. Тичинкові сережки 6 см завдовжки, з численними квітами. Маточкові суцвіття до 9 см завдовжки, з 1–20 запушеними квітками. Жолуді парні або до 4 на 30–40 мм ніжці, яйцюваті, у довжину 8–13 мм; чашечка охоплює 1/3 горіха; дозрівають у перший рік у липні — листопаді.

## Середовище проживання
Поширення: Мексика (Пуебла, Оахака, Мічоакан, Штат Мехіко, Халіско, Ідальго, Герреро, Гуанахуато, Наярит, Морелос, Сакатекас, Тамауліпас, Сіналоа, Сан-Луїс-Потосі). Росте на висотах від 1000 до 2200 метрів. Цей дуб зазвичай присутній на вапнякових або базальтових глинистих ґрунтах; він часто трапляється на сухих крутих схилах, скелястих, кам'янистих і мілководних пагорбах і у відкритих лісистих місцевостях. Він трапляється в сухих тропічних листяних лісах, сухих дубових лісах, сухих сосново-дубових лісах.

## Використання
Використовується для дров, деревного вугілля та кілків. Жолуді також використовуються при смаженні, і вони можуть замінити каву.

## Загрози
Quercus glaucoides загрожує зміна землекористування й вирубка лісів, що поширені в Мексиці.